# Gelasinospora mirabilis
Gelasinospora mirabilis är en svampart som beskrevs av Furuya & Udagawa 1976. Gelasinospora mirabilis ingår i släktet Gelasinospora och familjen Sordariaceae.   Inga underarter finns listade i Catalogue of Life.